# 100 mètres féminin aux championnats du monde d'athlétisme 2005
Navigation
Paris 2003 Osaka 2007
L'épreuve du 100 mètres féminin des championnats du monde d'athlétisme 2005 s'est déroulée les 7 et 8 août 2005 dans le Stade olympique d'Helsinki, en Finlande. Elle est remportée par l'Américaine Lauryn Williams, en 10 s 93.
La Jamaïcaine Veronica Campbell, invaincue durant la saison, était favorite, en compagnie de la Française Christine Arron et de la Bahaméenne  Chandra Sturrup détentrice de la meilleure performance de la saison avec 10 s 84 réalisés en juillet lors du meeting Athletissima de Lausanne. Lors de la première journée, les trois athlètes remportent leurs deux courses. Lors des demi-finales, Arron prend le meilleur sur Campbell en 10 s 96, tandis que dans la seconde course la petite Américaine Lauryn Williams (1,57 m) se montre très solide et distance Sturrup et la Biélorusse Yulia Nesterenko.
Lors de la finale, courue par un temps pluvieux, c'est Sturrup qui prend le meilleur départ et mène jusqu'aux soixante mètres. Ensuite elle est dépassée par Williams qui termine en puissance, suivie de Campbell qui passe Arron trop crispée dans les dix derniers mètres.

## Records et performances

### Records
Les records du 100 m femmes (mondial, des championnats et par continent) étaient avant les championnats 2005 les suivants :
| Record du monde           | Florence Griffith Joyner   | 10 s 49 | Indianapolis, États-Unis | 16 juillet 1988 |
| Record des championnats   | Marion Jones               | 10 s 70 | Séville, Espagne         | 22 août 1999    |
| Record d'Afrique          | Glory Alozie               | 10 s 90 | La Laguna, Espagne       | 5 juin 1999     |
| Record d'Asie             | Li Xuemei                  | 10 s 79 | Shanghai, Chine          | 18 octobre 1997 |
| Record d'Amérique du Nord | Florence Griffith Joyner   | 10 s 49 | Indianapolis, États-Unis | 16 juillet 1988 |
| Record d'Amérique du Sud  | Lucimar Aparecida de Moura | 10 s 91 | Bogota, Colombie         | 25 juin 1999    |
| Record d'Europe           | Christine Arron            | 10 s 73 | Budapest, Hongrie        | 19 août 1998    |
| Record d'Océanie          | Melinda Gainsford-Taylor   | 11 s 12 | Sestrières, Italie       | 31 juillet 1994 |

### Meilleures performances de l'année 2005
Les dix athlètes les plus rapides de l'année sont, avant les championnats, les suivantes.
| 1  | Chandra Sturrup   | Bahamas        | 10 s 84 | Lausanne  | 5 juillet 2005  |
| 2  | Lauryn Williams   | États-Unis     | 10 s 91 | Lausanne  | 5 juillet 2005  |
| 3  | Christine Arron   | France         | 10 s 94 | Lausanne  | 5 juillet 2005  |
| 4  | Veronica Campbell | Jamaïque       | 10 s 96 | Carson    | 22 mai 2005     |
| 5  | Sherone Simpson   | Jamaïque       | 10 s 97 | Kingston  | 25 mai 2005     |
| 6  | Ivet Lalova       | Bulgarie       | 11 s 03 | Ostrava   | 9 juin 2005     |
| 6  | Maria Karastamati | Grèce          | 11 s 03 | Erfurt    | 16 juillet 2005 |
| 8  | Me'Lisa Barber    | États-Unis     | 11 s 04 | Carson    | 24 juin 2005    |
| 9  | LaTasha Colander  | États-Unis     | 11 s 06 | Bayaguana | 14 mai 2005     |
| 10 | Geraldine Pillay  | Afrique du Sud | 11 s 07 | Durban    | 16 avril 2005   |
| 10 | Aleen Bailey      | Jamaïque       | 11 s 07 | Kingston  | 7 mai 2005      |

## Médaillées
| Or              | Argent            | Bronze          |
| Lauryn Williams | Veronica Campbell | Christine Arron |

## Résultats

### Finale
| Rang               | Athlète           | Pays        | Temps   | Réaction | Notes |
| ------------------ | ----------------- | ----------- | ------- | -------- | ----- |
| Médaille d'or      | Lauryn Williams   | États-Unis  | 10 s 93 | 0 s 146  |       |
| Médaille d'argent  | Veronica Campbell | Jamaïque    | 10 s 95 | 0 s 139  | SB    |
| Médaille de bronze | Christine Arron   | France      | 10 s 98 | 0 s 165  |       |
| 4                  | Chandra Sturrup   | Bahamas     | 11 s 09 | 0 s 113  |       |
| 5                  | Me'Lisa Barber    | États-Unis  | 11 s 09 | 0 s 120  |       |
| 6                  | Sherone Simpson   | Jamaïque    | 11 s 09 | 0 s 132  |       |
| 7                  | Muna Lee          | États-Unis  | 11 s 09 | 0 s 153  | SB    |
| 8                  | Yulia Nesterenko  | Biélorussie | 11 s 13 | 0 s 144  |       |

### Demi-finales
| Rang | Athlète           | Pays       | Temps   | Notes |
| ---- | ----------------- | ---------- | ------- | ----- |
| 1    | Christine Arron   | France     | 10 s 96 |       |
| 2    | Veronica Campbell | Jamaïque   | 11 s 00 |       |
| 3    | Me'Lisa Barber    | États-Unis | 11 s 08 |       |
| 4    | Muna Lee          | États-Unis | 11 s 10 | SB    |
| 5    | Aleen Bailey      | Jamaïque   | 11 s 23 |       |
| 6    | Olga Fyodorova    | Russie     | 11 s 27 |       |
| 7    | Kim Gevaert       | Belgique   | 11 s 30 |       |
| 8    | Endurance Ojokolo | Nigeria    | 11 s 60 |       |

| Rang | Athlète           | Pays        | Temps   | Notes |
| ---- | ----------------- | ----------- | ------- | ----- |
| 1    | Lauryn Williams   | États-Unis  | 11 s 03 |       |
| 2    | Chandra Sturrup   | Bahamas     | 11 s 09 |       |
| 3    | Yulia Nesterenko  | Biélorussie | 11 s 10 | SB    |
| 4    | Sherone Simpson   | Jamaïque    | 11 s 15 |       |
| 5    | Maria Karastamati | Grèce       | 11 s 20 |       |
| 6    | Lucimar de Moura  | Brésil      | 11 s 27 |       |
| 7    | Mariya Bolikova   | Russie      | 11 s 31 |       |
| -    | Zhanna Block      | Ukraine     |         | DQ    |

## Légende
Records et Performances
- AR : Record continental (area record)
- CR : Record des championnats (championship record)
- MR : Record du meeting (meet record)
- NR : Record national (national record)
- OR : Record olympique (olympic record)
- PR : Record paralympique (paralympic record)
- PB : Record personnel (personal best)
- SB : Meilleure performance personnelle de la saison (season's best)
- WL : Meilleure performance mondiale de l'année (world leader)
- WJR : Record du monde junior (world junior record)
- WR : Record du monde (world record)

Circonstances et Conditions
- DNF : N'a pas terminé (did not finish)
- DNS : N'a pas pris le départ (did not start)
- DQ : Disqualification (disqualification)
- NM : Aucun essai valable enregistré (No Mark)
- Q : Qualifié « directement » au prochain tour (ou à la prochaine compétition), lors d'une compétition majeure, grâce au classement ou à la réalisation des minima (automatic qualifier)
- q : Qualifié au prochain tour (ou à la prochaine compétition), lors d'une compétition majeure, grâce au repêchage ou à la réalisation de l'une des meilleures performances parmi celles des « non qualifiés directement » (grâce au meilleur temps ou à la meilleure distance par exemple) (secondary qualifier)